# Regerita
La regerita és un mineral de la classe dels fosfats. Rep el nom en honor al matrimoni Grete (25 de setembre de 1948) i Werner (4 de juny de 1946) Reger de Pleystein, gestors del Stadtmuseum de Pleystein, per la seva dedicació alhora de donar a conèixer al públic els minerals de Kreuzberg i Hägendorf.

## Característiques
La regerita és un fosfat de fórmula química KFe₆(PO₄)₄(OH)₇(H₂O)₆·4H₂O. Va ser aprovada com a espècie vàlida per l'Associació Mineralògica Internacional en el mes de juliol de l'any 2023, i va ser publicada en el mes de setembre del mateix any. Cristal·litza en el sistema monoclínic.
L'exemplar que va servir per a determinar l'espècie, el que es coneix com a material tipus, es troba conservat a la col·lecció mineralògica estatal de Múnic, a Alemanya, amb el número de registre: MSM 38039.

## Formació i jaciments
Va ser descoberta a la pegmatita Kreuzberg, situada a la localitat de Pleystein, dins el districte de Neustadt an der Waldnaab, a l'Alt Palatinat (Baviera, Alemanya). Aquest indret és l'únic a tot el planeta on ha estat descrita aquesta espècie mineral.